# Campanula tubulosa
Campanula tubulosa är en klockväxtart som beskrevs av Jean-Baptiste de Lamarck. Campanula tubulosa ingår i släktet blåklockor, och familjen klockväxter. Inga underarter finns listade i Catalogue of Life.